# Ataa Oko Addo
Ataa Oko Addo (né vers 1919 dans la ville côtière de La (Grand Accra), mort le 9 décembre 2012 à Accra) était un artiste indépendant ghanéen, notamment créateur de cercueils personnalisés et un artiste peintre d'Art Brut.

## Biographie
Pêcheur dès l'âge de 13 ans, Ataa Oko s'est ensuite employé dans les plantations de cacao de la région Ashanti. Selon Regula Tschumi, Ataa Oko a créé son premier cercueil figuratif en forme de crocodile vers 1945, inspiré par les palanquins figuratifs que les Ga utilisaient à Accra déjà dans les années 1930. Il peut donc être considéré comme l'un des pionniers de cette forme d'art au même titre que Seth Kane Kwei. En 1951, il ouvre son premier propre atelier. Ataa Oko vivait à La où il possédait un grand terrain avec beaucoup de petites maisons qu'il louait à sa famille. Durant les dix dernières années de sa vie il commença à dessiner et ne construisit que de très rares cercueils. Sa rencontre en 2002 avec l'ethnologue Regula Tschumi était capitale pour son œuvre graphique qu'il a commencé à l'âge de 84 ans. L'ethnologue, qui cherchait des informations sur les cercueils personnalisés, demandait au menuisier de lui dessiner ces anciens cercueils personnalisés. C'est ainsi que le l’œuvre graphique d'Ataa Oko prend naissance pour répondre à la requête de Regula Tschumi. Pendant dix ans, toujours avec le soutien de l'ethnologue, Ataa Oko poursuivit son œuvre graphique jusqu'à sa mort en 2012. Environ 2500 dessins étaient créés par cet artiste, de nombreux dessins représentant des anciens cercueils et palanquins figuratifs, mais aussi les rêves de l'artiste, des rites religieux ou des monstres bizarres

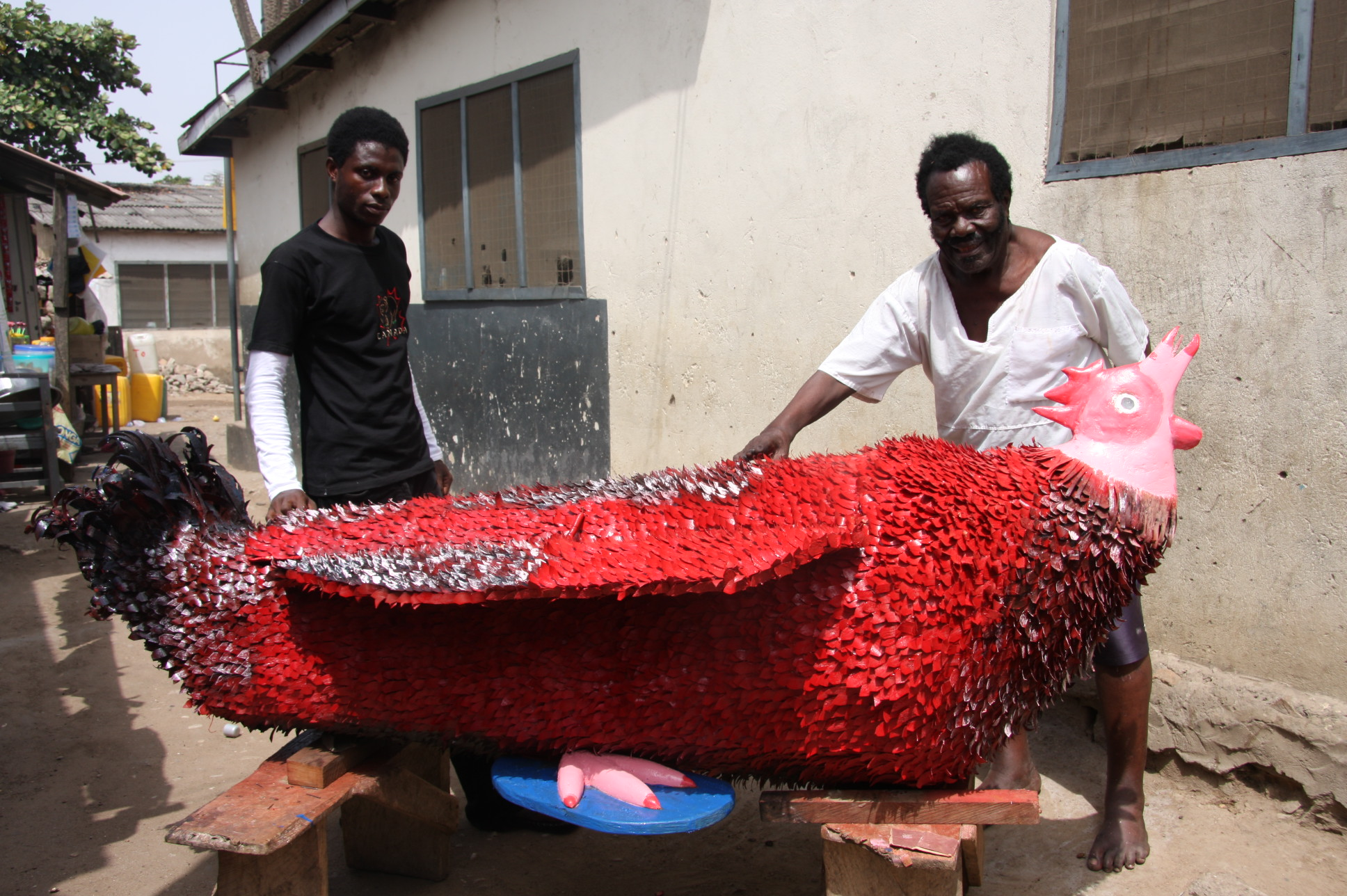
Ataa Oko et Kudjoe Affutu avec le cercueil coq rouge 2009, Photo: Regula Tschumi

## Expositions individuelles et collectives
- 2025. Musée International de la Réforme, Genève: Voir l'invisible.
- 2023. Centre d'art Contemporain, Genève: Chrysalide. Le rêve du Papillon.
- 2022. Museum der Völker, Schwaz: Die Geister spielen Fussball. Zeichnungen und Skulpturen des ghanaischen Künstlers Ataa Oko Addo (1919-2012).
- 2022. Collection de l’Art Brut, Lausanne: 5ième Biennale de l'art brut: Croyances.
- 2020. Kunsthalle Hamburg, Hamburg: Trauern. Von Verlust und Veränderung.
- 2017/18. Collection de l’art brut, Lausanne: 3ème Biennale de l'Art Brut: Corps.
- 2017. ANO Galerie de Nana Oforiatta Ayim à Accra: Accra: Portraits of A City.
- 2014. Musée de l'Université Tübingen: Diesseits-Jenseits-Abseits.
- 2012/13. Musée d'Ethnographie Neuchâtel Hors-Champs.
- 2011/12. Miracles of Africa, Musée d'art d'Hämeenlinna et Musée d'art d'Oulu, Oma, Finlande.
- 2011. Sainsbury Centre for Visual Arts, University of East Anglia, Norwich. Ghanaian 'fantasy coffin', 27.09.- 04.12.2011. Griff Rhys Jones.
- 2010/11. Collection de l’Art Brut, Lausanne. Exposition Ataa Oko et les Esprits.
- 2006 et 2007/2008. Kunstmuseum Bern et Deutsches Hygienemuseum, Dresden. Exposition Six Feet Under: Autopsie unseres Umgangs mit Toten.

## Galerie

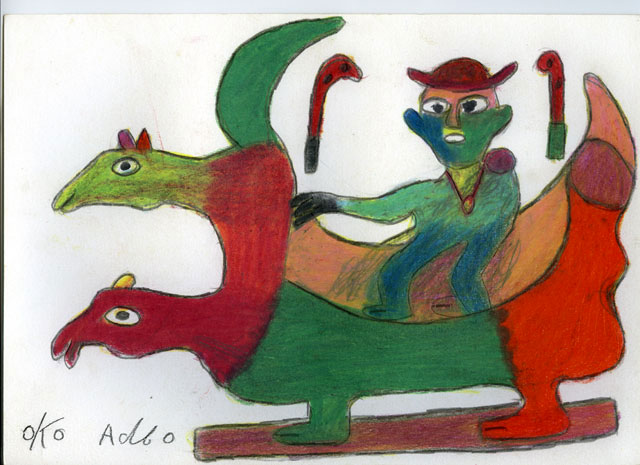
Palanquin, dessin d'Ataa Oko 2009
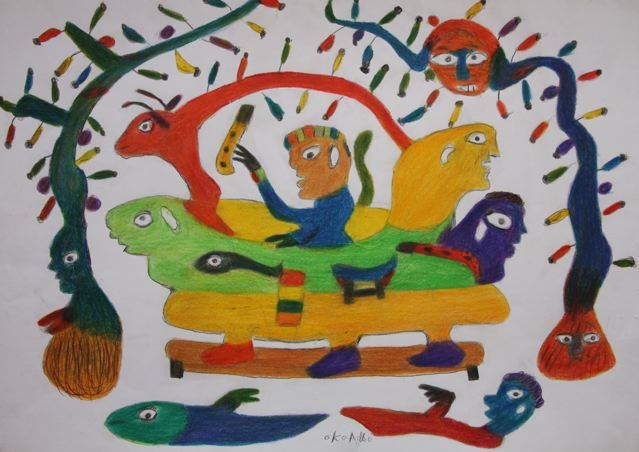
Palanquin, dessin d'Ataa Oko 2010
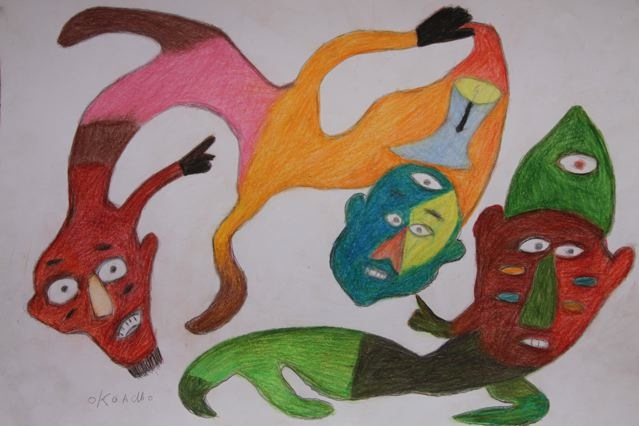
Esprits, dessin d'Ataa Oko 2010
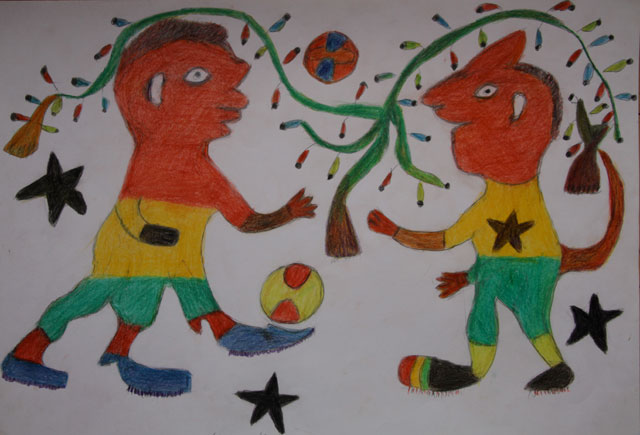
African cup, dessin d'Ataa Oko 2010

## Film et Vidéo
- 2010. Ataa Oko et les esprits. Philippe Lespinasse, Regula Tschumi, Andress Alvarez. Lausanne/Le Tourne, Parti de l’Art Brut/ LoKomotiv Films, 20 minutes.
- 2009. Sépulture sur mesure, film de 52 minutes consacré aux funérailles des Ga, à l'œuvre d'Ataa Oko et d'Eric Adjetey Anang (Atelier Kane Kwei). Philippe Lespinasse, Grand Angle Production. Foto et video archives Regula Tschumi.